# Калимагнезия
Ка́лимагне́зия (сульфат калия-магния, K2SO4•MgSO4) — калийно-магниевое бесхлорное удобрение. Калимагнезия слабо гигроскопична, не слёживается, хорошо рассеивается. Хорошая растворимость калимагнезии обусловлена наличием в её составе растворимых в воде солей — сернокислого калия и сульфата магния (допускается наличие незначительного осадка из нерастворимых в воде примесей). Выпускается в виде смеси гранул и порошка серо-кирпичного цвета. Процентное соотношение сернокислого калия и магния может незначительно меняться. Под маркой Калимаг (Калий маг) выпускается гранулированное или порошковидное удобрение с розоватым или сероватым оттенком. Калимаг содержит в пересчёте на сухое вещество: K2O — 26-30 %, Mg — 4-6 %.

## Состав
Смесь гранул или порошок калимагнезии серо-кирпичного цвета легко растворяется в воде и содержит: K2O — 24…26 %; MgO — 11…18 %.

## Область применения
Калимагнезия эффективна для культур чувствительных к хлору и положительно отзывающихся на магний (картофель, гречиху, бобовые, плодовые и ягодные) на всех типах почв, особенно на лёгких (песчаных и супесчаных). Известно, что сульфат калия является ценным бесхлорным удобрением, эффективность которого лучше проявляется на бедных калием дерново-подзолистых почвах гранулометрического состава и торфяных почвах. На кислых почвах действие сульфата калия повышается на фоне использования извести. Наличие в удобрении сульфат-аниона положительно влияет на урожай растений семейства крестоцветных (капуста, брюква, турнепс и других), а также бобовых, потребляющих много серы.

## Нормы внесения
Калимагнезия (в качестве минерального удобрения) применяется для основного внесения и подкормок, особенно под хлорофобные культуры (картофель, томаты, табак и другие) на всех типах почвы, особенно лёгких песчаных и супесчаных. В зависимости от содержания питательных веществ в почве, выращиваемой культуры и планируемой урожайности, доза внесения калимагнезии составляет от 100—150 кг/га до 300—350 кг/га в физическом весе или 10-40 г/м2. Кроме того, применяют в виде корневой подкормки (10 г/м2) при низком содержании в почве подвижного магния. При основном внесении норма составляет 40 г/м2.
В процессе ухода за растениями на приусадебном участке, а также в комнатном цветоводстве, если под рукой не оказалось весов, принимают во внимание тот факт, что 1 грамм калимагнезии занимает объём 1 см3, таким образом:
- в чайной ложке (5 см3) содержится 5 грамм,
- в столовой ложке (15 см3) содержится 15 г,
- в спичечном коробке — 20 г,
- в гранёном стакане (200 мл) — 200 г, а в гранёном стакане с ободком (250 мл) поместится 250 грамм…